# Podillia Avia
Podillia Avia (en ukrainien : ОАО  "Хмельницкое авиапредприятие  "Подилля-Авиа"), (code OACI : PDA) est une compagnie aérienne ukrainienne, basée à Khmelnytsky en Podolie.